# Mimétisme
Pour les articles homonymes, voir Mimétisme (homonymie).
Ne doit pas être confondu avec Biomimétisme.

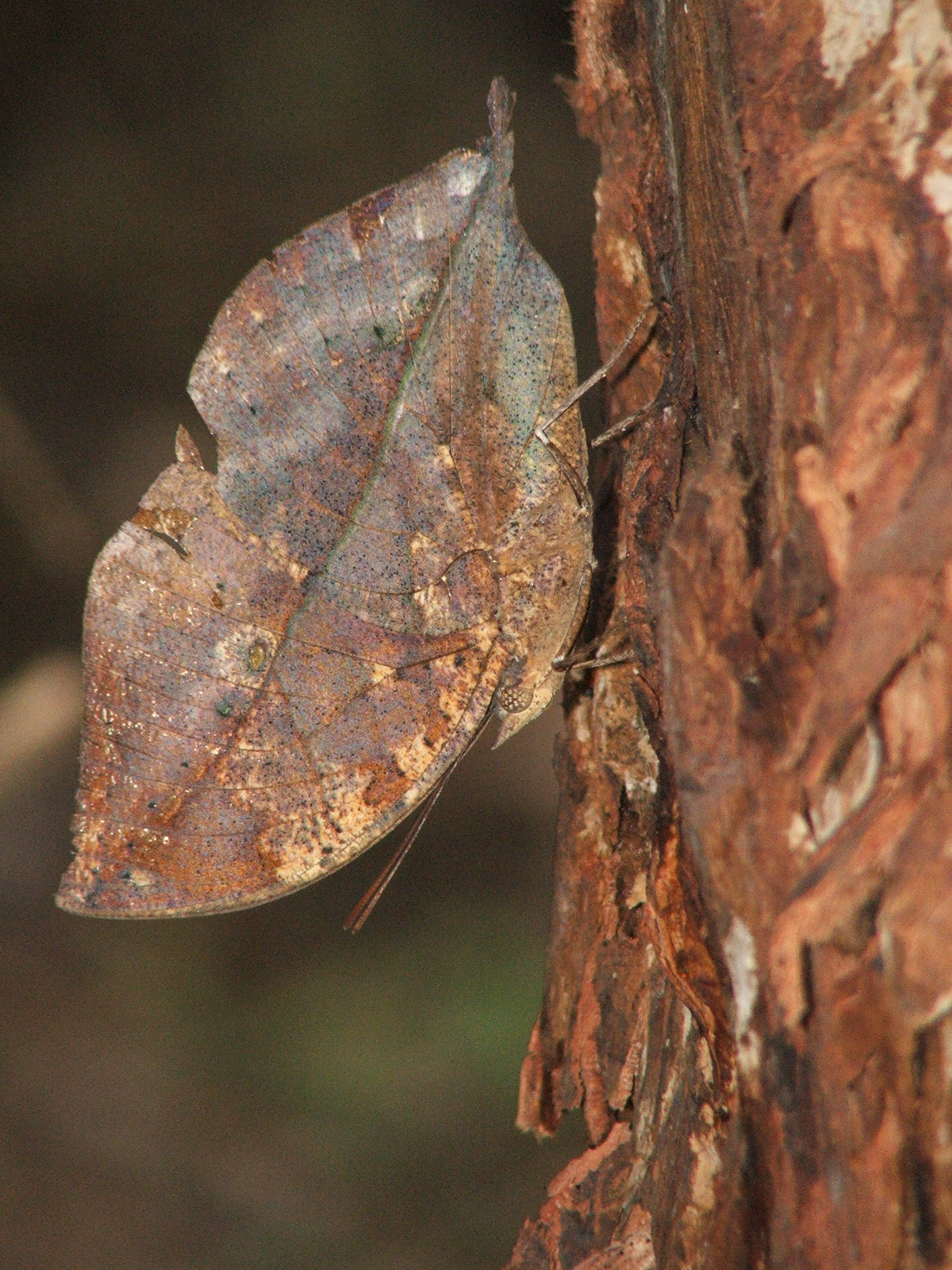
Papillon Kallima inachus imitant une feuille morte.

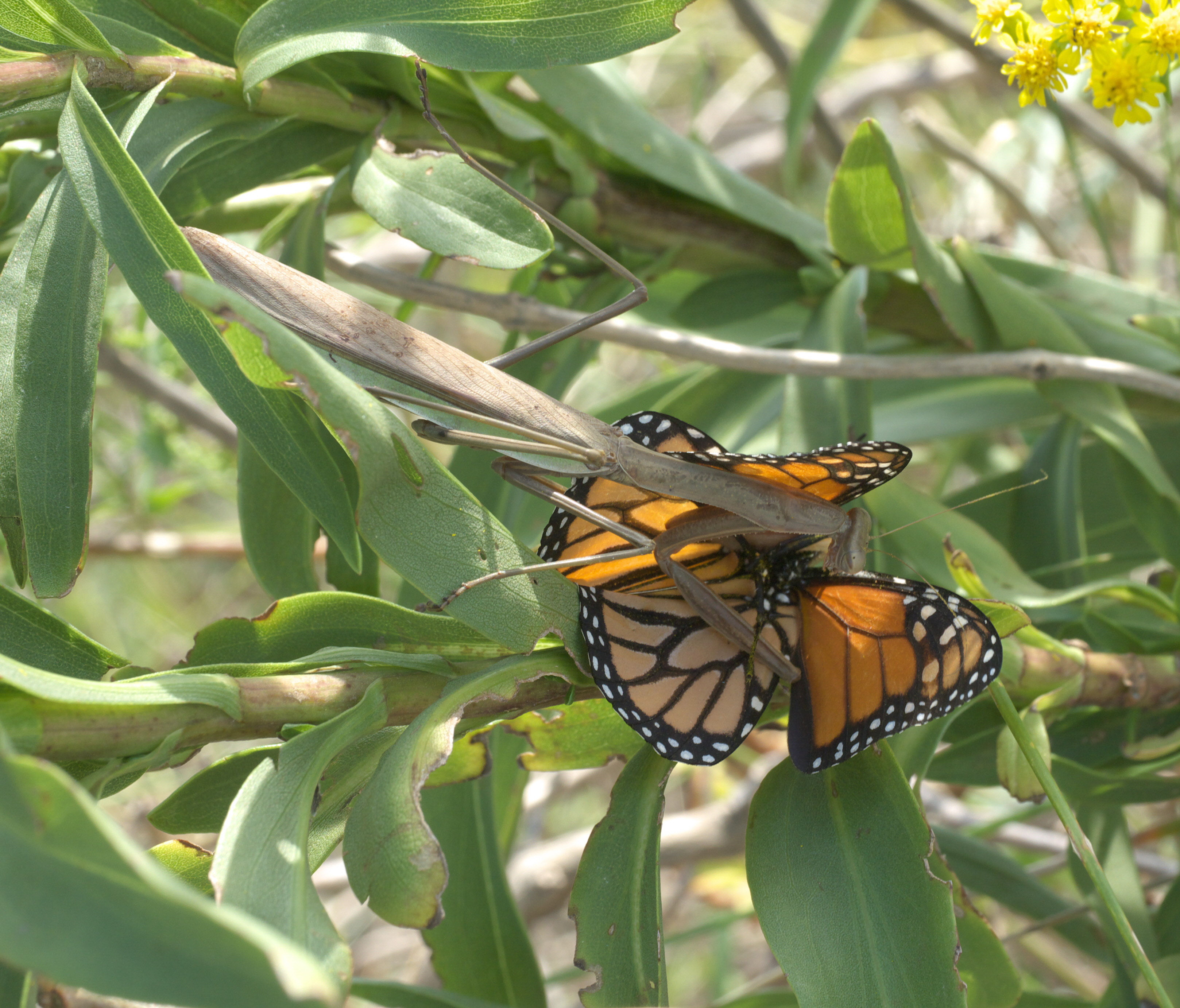
Mante chinoise, imitant les brindilles environnantes, contrairement à sa proie bien visible.

Le mimétisme est une stratégie adaptative d'imitation. Elle permet par exemple à une espèce d'échapper à d'éventuels prédateurs. Le processus le plus étudié est le mimétisme visuel, mais il existe aussi des mimétismes chimique (olfactif, gustatif), acoustique, tactile, comportemental.
Les stratégies mimétiques visuelles sont de divers types, comme les espèces qui disposent de moyens d'échapper à la vision du prédateur — on parle alors de camouflage par mimétisme cryptique, homomorphique ou homotypique — ou comme le fait de se faire passer pour une autre espèce, par exemple en se parant des attributs d'espèces non comestibles, voire dangereuses. Toutefois, le mimétisme peut répondre à d'autres contraintes, telles que la reproduction (cas des coucous ou de certaines orchidées), ou la prédation (cas de la blennie dévoreuse).
Il existe une différence majeure entre le mimétisme et le camouflage du point de vue de leur évolution : si l'aptitude au camouflage, notamment par la couleur ou la texture, peut se développer assez rapidement au sein d'une population par le jeu des mutations et de la sélection (exemple de la phalène du bouleau), le mimétisme au contraire implique un mécanisme plus complexe de coévolution mettant en jeu trois espèces : l'espèce servant de « modèle », l'espèce imitatrice et l'espèce dupée[réf. souhaitée].

## Découverte historique
C'est l'entomologiste britannique Henry Walter Bates (1825-1892), naturaliste et explorateur ayant passé onze ans en Amazonie, qui émit pour la première fois une théorie sur le mimétisme à propos de papillons d'aspects similaires, bien que n'étant pas d'espèces proches : une espèce inoffensive profitant de la répulsion provoquée par une espèce vénéneuse ou venimeuse. Il créa alors le mot anglais mimicry, un néologisme façonné sur le grec et qui signifie « capacité à imiter ».
Fritz Müller (1834-1895), un zoologiste allemand, expliqua pour la première fois en 1878 le phénomène selon lequel deux espèces non mangeables différentes vont adopter une même apparence, leurs prédateurs apprenant plus vite à se méfier d'elles. 
C'est en l'honneur de ces deux naturalistes que les deux principaux types de mimétisme sont nommés : le mimétisme batésien et le mimétisme müllérien.

## Trois acteurs du mimétisme
Les trois acteurs du mimétisme sont[réf. nécessaire] :
- le modèle, émetteur de stimuli — signaux perceptibles par les sens — autrement dit l'espèce de référence ;
- le mime, celui qui imite l'espèce référence, animale ou végétale, et qui tire avantage de sa ressemblance avec le modèle ;
- le dupé, généralement un prédateur, dont les sens (par exemple la vue) perçoivent de manière similaire les stimuli émis par le modèle et par le mime. On l'appelle aussi « opérateur » car c'est lui qui exerce la pression sélective : c'est l'agent évolutif du mimétisme.

## Formes de mimétisme

### Mimétisme batésien

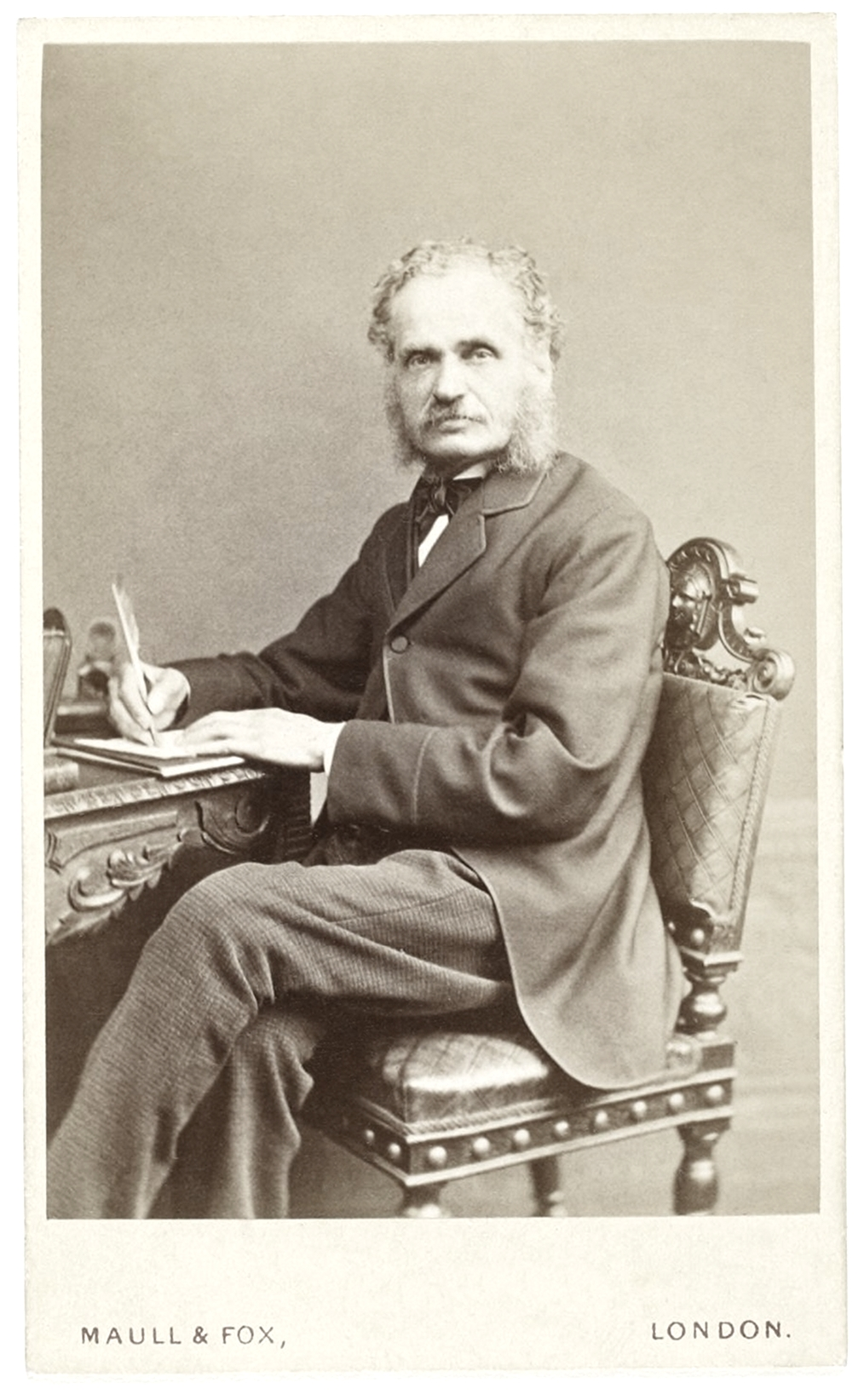
Henry Walter Bates.

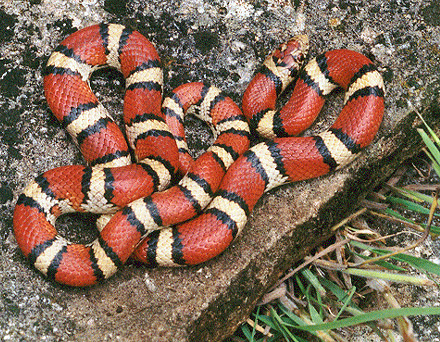
Couleuvre faux-corail.

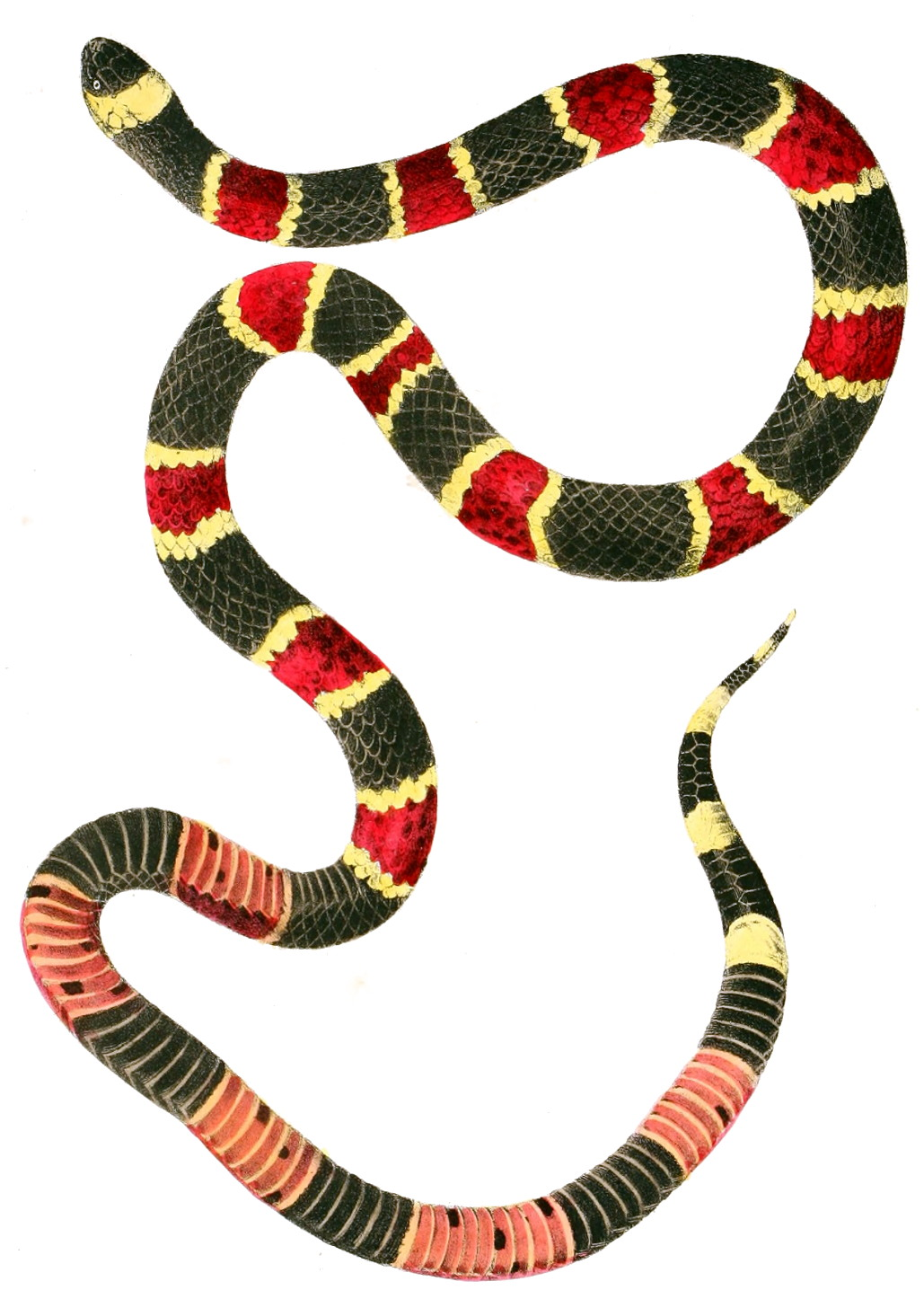
Serpent corail.

La présence d’aposématisme, c’est-à-dire l’usage de signaux d’avertissement visibles par des organismes pour annoncer leur nocivité, a provoqué l’essor de nombreuses formes de mimétisme dans lesquelles des espèces différentes adoptent des apparences similaires (Wuster, 2004).
L’une de ces formes de mimétisme est le mimétisme batésien, nommé d’après son découvreur, un naturaliste anglais du XIXe siècle nommé Henry Walter Bates. Le mimétisme batésien décrit le phénomène suivant : une espèce inoffensive présente l’apparence physique (motifs, couleurs, etc.) d’espèces nocives ce qui lui permet d’éviter les prédateurs qui ont appris à éviter les vraies espèces nocives aposématiques,. Le mime (c’est-à-dire l’espèce inoffensive) bénéficie donc de la protection contre les prédateurs sans avoir à dépenser de l’énergie pour consommer ou produire des toxines. L’imité, au contraire, en souffre, car les prédateurs risquent de comprendre que dans de nombreux cas le signal d’avertissement n’est pas honnête.
De nombreux exemples de mimétisme batésien viennent du monde des insectes ; Bates lui-même a créé le concept après avoir examiné des papillons inoffensifs présentant des motifs similaires à ceux d’autres espèces du bassin amazonien, nocives celles-là. L’exemple le plus cité pendant longtemps venait de l’étude de Brower des papillons monarque et vice-roi. Dans le cadre de cette étude, Brower avait montré comment les papillons vice-rois, qui — pensait-on — n'avaient pas de défenses chimiques, avaient évolué pour ressembler énormément aux papillons monarques qui eux sont nocifs car ils mangent les feuilles d’une plante toxique, l’asclépiade commune, lorsqu’ils sont encore au stade de chenilles (Brower, 1958). Mais des études récentes ont montré qu’en fait le vice-roi est nocif lui-même grâce à sa consommation d’acide salicylique, ce qui en fait donc un exemple de mimétisme mullérien (Ricklefs, 2010). Néanmoins, il existe bien des cas de mimétisme batésien chez les papillons, comme Dismorphia et Ithomiini.
En plus des papillons, d’autres modèles du mimétisme batésien sont des insectes sociaux comme les fourmis et les guêpes. Ces insectes ont tendance à avoir des adaptations anti-prédation (Ito et al., 2004). Les guêpes en particulier sont la cible du mimétisme batésien, servant de modèle à des insectes comme les mantidés et les papillons de nuit (Ricklefs, 2010). Le phénomène d’araignées imitant des fourmis est aussi très bien documenté, ainsi que le phénomène de pieuvres de Malaisie imitant des serpents de mer,. Un exemple de mimétisme batésien chez les vertébrés est celui de la couleuvre faux-corail Lampropeltis triangulum inoffensive qui mime le serpent corail mortel mais aussi le serpent Erythrolamprus, toxique mais non mortel. 
Le mimétisme batésien en tant que concept théorique est bien défendu par des preuves empiriques et par des analyses quantitatives. L’article de Duncan et Sheppard (1965) est à la base des approches empiriques : il a étudié la réponse des prédateurs au mimétisme grâce à des expériences avec des poules. La modélisation mathématique a aussi défendu l’hypothèse des bénéfices du mimétisme batésien.
Aujourd’hui, le mimétisme batésien est reconnu comme une nette réponse évolutive qui a lieu dans de nombreuses parties du monde et concerne de nombreuses espèces.

### Mimétisme mullérien

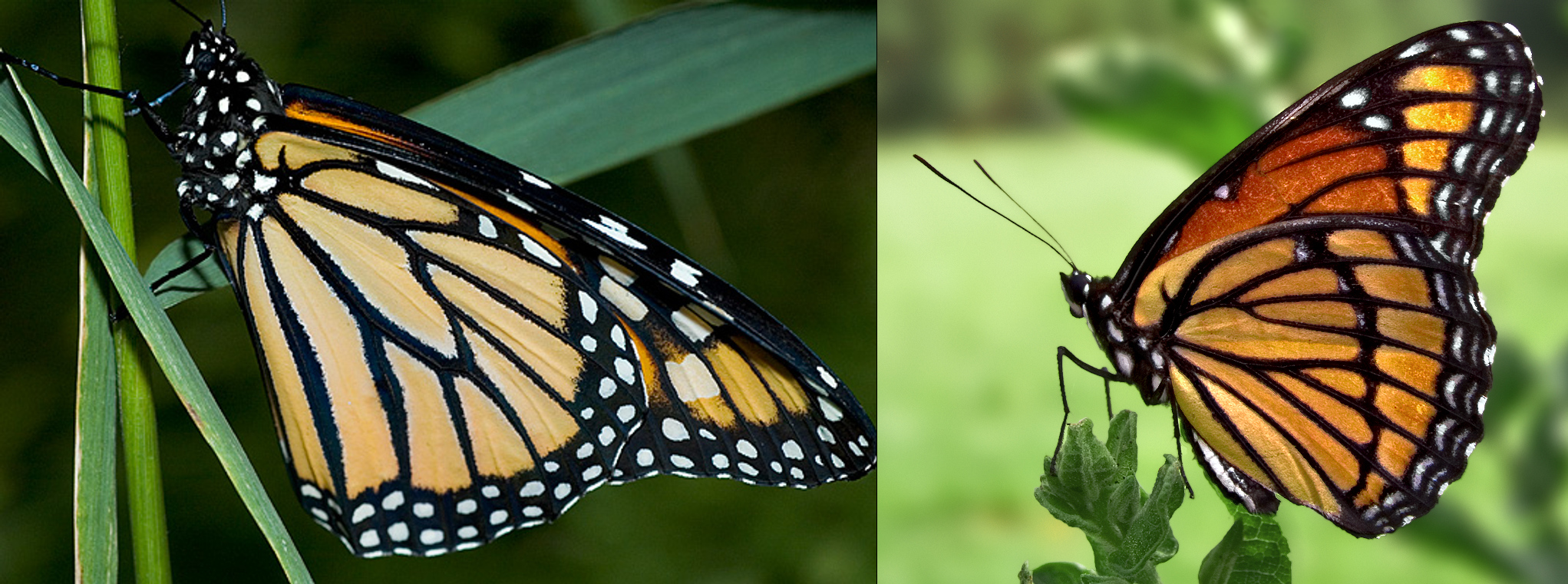
Monarque (gauche) et vice-roi (droite).

Le mimétisme mullérien est une forme de ressemblance biologique dans laquelle deux ou plusieurs espèces toxiques non apparentées ont des motifs et des couleurs d’avertissement similaires,. Le mimétisme mullérien est nommé d'après son découvreur, Fritz Müller, un zoologue allemand du XIXe siècle (Ricklefs, 2010).
Ce phénomène peut être comparé au mimétisme batésien, où un mime inoffensif imite un modèle nocif et trompe ainsi le prédateur. Le mimétisme mullérien est différent : les deux espèces sont nocives, et il n’y a pas tromperie. Au contraire, la ressemblance des couleurs d’avertissement est avantageuse pour les deux espèces, car le prédateur a tendance à moins faire d'erreur (Huheey, 1976). Les prédateurs apprennent à éviter plus efficacement les proies nocives, puisqu’une mauvaise expérience du prédateur avec une espèce protège tous les autres modèles mullériens (Ricklefs, 2010). Le mime et le modèle profitent donc tous deux de la présence de l’autre grâce au partage du fardeau que sont les prédateurs[pas clair] (Huheey, 1976). Des études ont montré que le mimétisme mullérien est aussi avantageux pour le prédateur, car il réduit la fréquence des erreurs pendant l’apprentissage des différents signaux d’avertissement (Huheey, 1976).
La théorie du mimétisme mullérien explique de nombreuses situations dans lesquelles les couleurs d’espèces nocives coexistantes convergent vers un simple motif aposématique. Un exemple classique est celui des espèces d’Heliconius en Amérique du Sud. Plusieurs de ces espèces ont évolué vers des motifs similaires sur les ailes, et cela est avantageux pour toutes,.
Mais ce mimétisme n’est pas limité à la faune : de nombreuses plantes avec des fleurs similaires bénéficient mutuellement du fait d’attirer le même pollinisateur. Ces espèces ont convergé vers des signaux similaires, et donc sont considérées comme un parallèle au mimétisme mullérien animal. Dans toutes ces associations, les plantes offrent une récompense au pollinisateur, et donc il n’y a pas de duplicité. Voici un exemple de ce mimétisme : les plantes pollinisées par des colibris, Ipomopsis aggregata, Penstemon barbatus et Castilleja integra. Ces espèces ont convergé dans les domaines suivants : couleur, taille et forme des fleurs. Cette évolution est certainement due aux avantages qu’il y a d’utiliser des signaux et des récompenses similaires pour attirer le même colibri pollinisateur.
Ces deux exemples illustrent le mimétisme mullérien : des espèces aux caractéristiques physiques et comportementales proches développent un style de « publicité » commun, pour le bénéfice de tous.
L'expérience montre qu'une région peut avoir nombre d'espèces impliquées dans un système de mimétisme batésien et mullérien. Ces communautés sont connues sous le nom d'anneaux mimétiques. De même, de nombreuses observations montrent que dans ce type de classement distinguant mimétisme mullérien et batésien, il est question d’extrêmes entre lesquels on trouve toutes sortes d’intermédiaires, formant un continuum.

### Mimétisme mertensien (ou emsleyen)
|                                                                       |  |  |
| Micrurus tener (gauche) et Lampropeltis triangulum annulata (droite). |  |  |

Le mimétisme emsleyen, ou mertensien décrit le cas particulier où une espèce toxique imite une espèce moins dangereuse. D'abord proposé par le biologiste Emsley, cette catégorie de mimétisme est ensuite développée par le biologiste allemand Wolfgang Wickler dans Mimicry in Plants and Animals, et nommée d'après le nom de l'herpétologiste allemand Robert Mertens. Cependant, comme le note Sheppard, Hecht et Marien ont formulé des hypothèses semblables dix ans plus tôt,.
Le scénario est quelque peu différent des autres types de mimétisme, puisqu'ici c'est l'espèce la moins dangereuse qui est copiée. Si une espèce est toxique au point de tuer le prédateur qui la consomme, l'espèce prédatrice n’apprend rien puisque celui qui était porteur de l’information est mort, donc l'émission d’un tel  signal d’alerte ne constitue pas un avantage pour l’espèce mortelle. Mais s'il existe une autre espèce ressemblante, qui rend malade le prédateur sans le tuer, le prédateur apprendra à les reconnaître et évitera donc à la fois l’espèce mortelle et l’espèce relativement moins toxique. Ce type de mimétisme profite donc aux deux espèces, car elles seront attaquées moins souvent, l’une parce qu’elle tue les prédateurs, l’autre parce qu’elle les décourage,.
Le serpent corail (Micrurus) constitue un bon exemple de ce type particulier de mimétisme : il ressemble à la couleuvre tachetée (Lampropeltis) et au serpent faux-corail (Erythrolamprus). Ce dernier, bien que peu vénéneux, est très désagréable à manger et protège ainsi aussi bien le vénéneux serpent corail que l'inoffensive couleuvre tachetée. Le lien entre le serpent corail et le serpent faux-corail est donc de type mimétisme emsleyen alors que le lien entre le serpent faux-corail et la couleuvre tachetée est de type mimétisme batésien. 

### Mimétisme wasmanien
Découvert par l'entomologiste Erich Wasmann, ce type de mimétisme concerne le cas où c'est un modèle social qui est copié. Ce cas concerne généralement des insectes sociaux tels que les fourmis, les termites, les abeilles ou les guêpes.

### Mimétisme peckhamien
Ce mimétisme décrit par Elizabeth et George Peckham consiste pour un insecte (lucioles, araignées) à imiter une proie pour l'attirer et la manger.

### Automimétisme

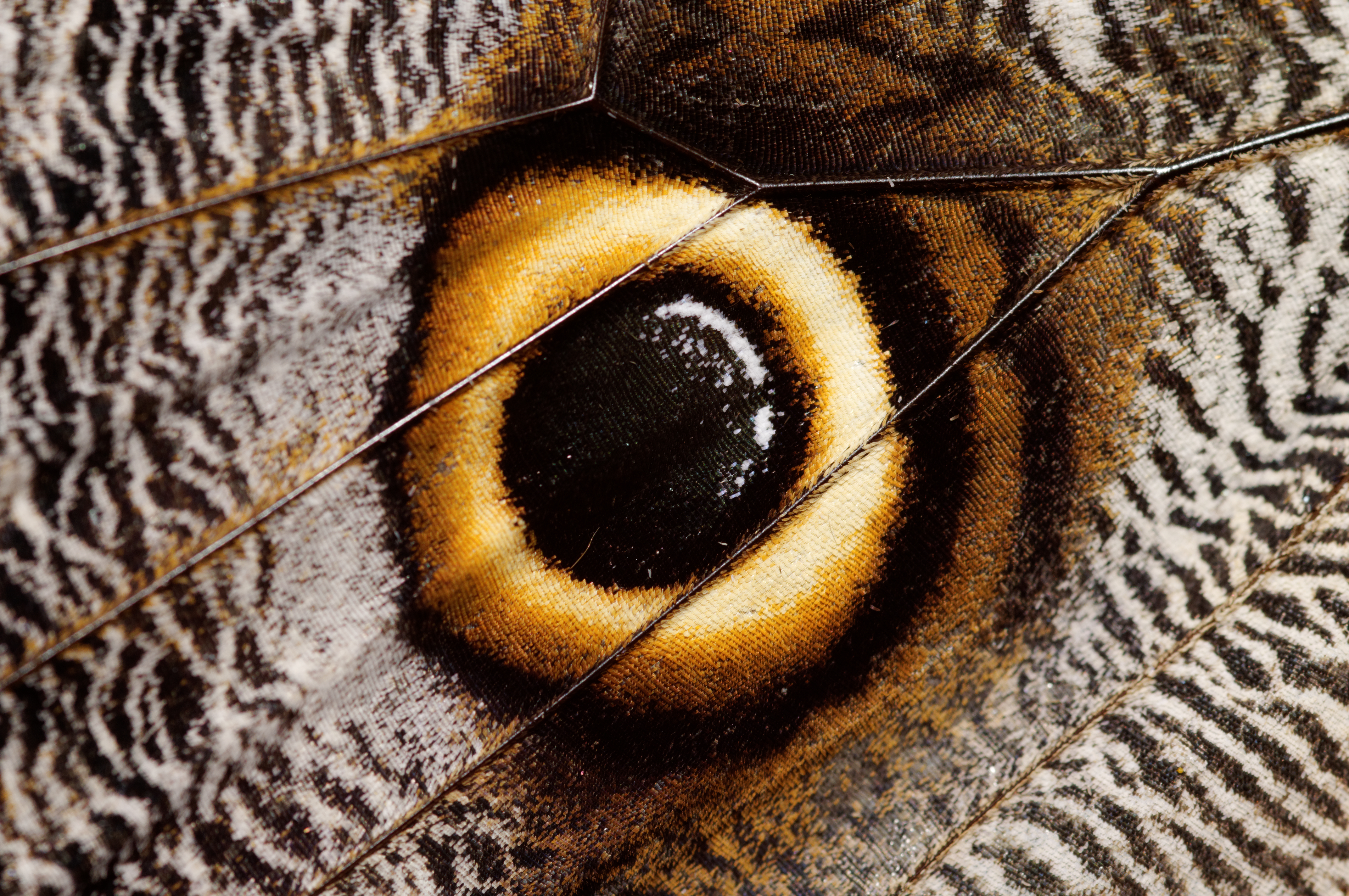
Exemple d'ocelle sur Caligo eurilochus.

L'automimétisme est le cas d'animaux imitant une portion seulement du corps d'un prédateur ou de leur propre corps. Par exemple, de nombreux papillons et d'espèces de poissons d'eau douce ont des taches simulant un œil, appelées ocelles. Elles ont pour effet de créer la surprise sur le prédateur et de donner à la proie le temps de fuir. De plus, l'automimétisme peut, de par l'orientation du signal, tromper les perceptions du prédateurs. C'est le cas des serpents dits « à deux têtes », par exemple le Faux-corail Anilius scytale, qui, lorsqu'il est acculé redresse sa queue en hauteur et la balance, dissimulant sa tête.

### Camouflage

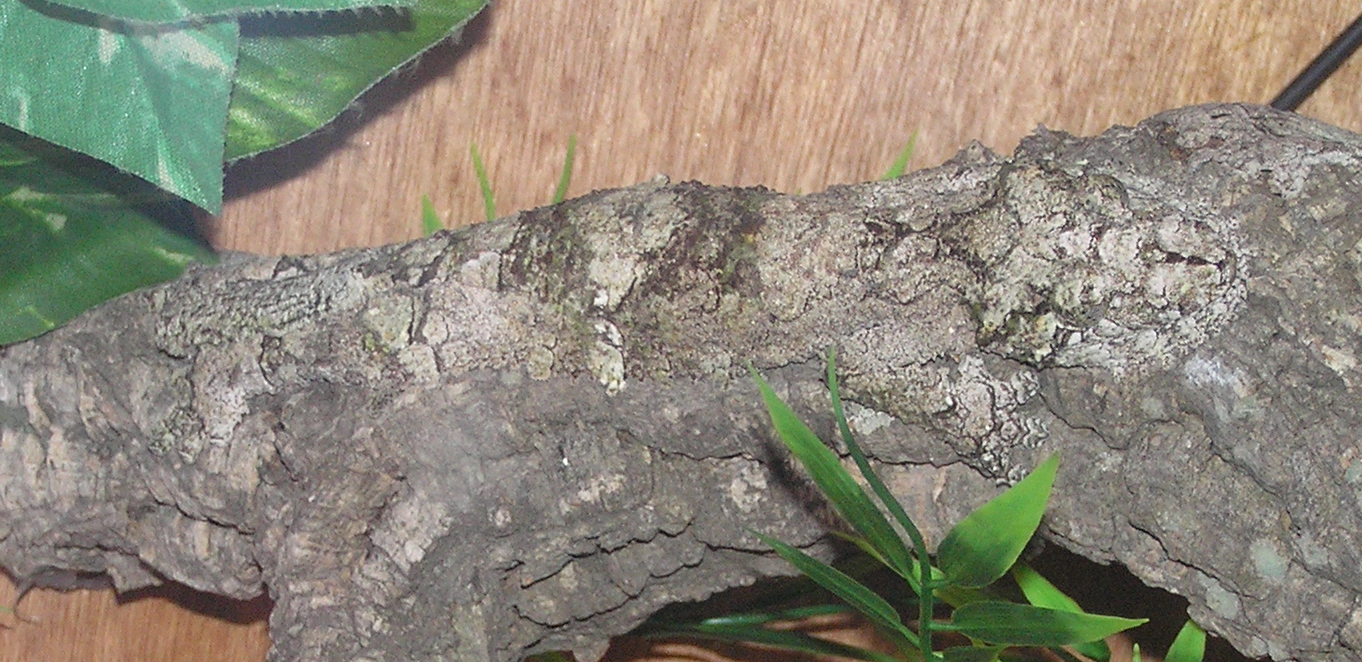
Un gecko Uroplatus sikorae est dissimulé sur ce tronc d'arbre.

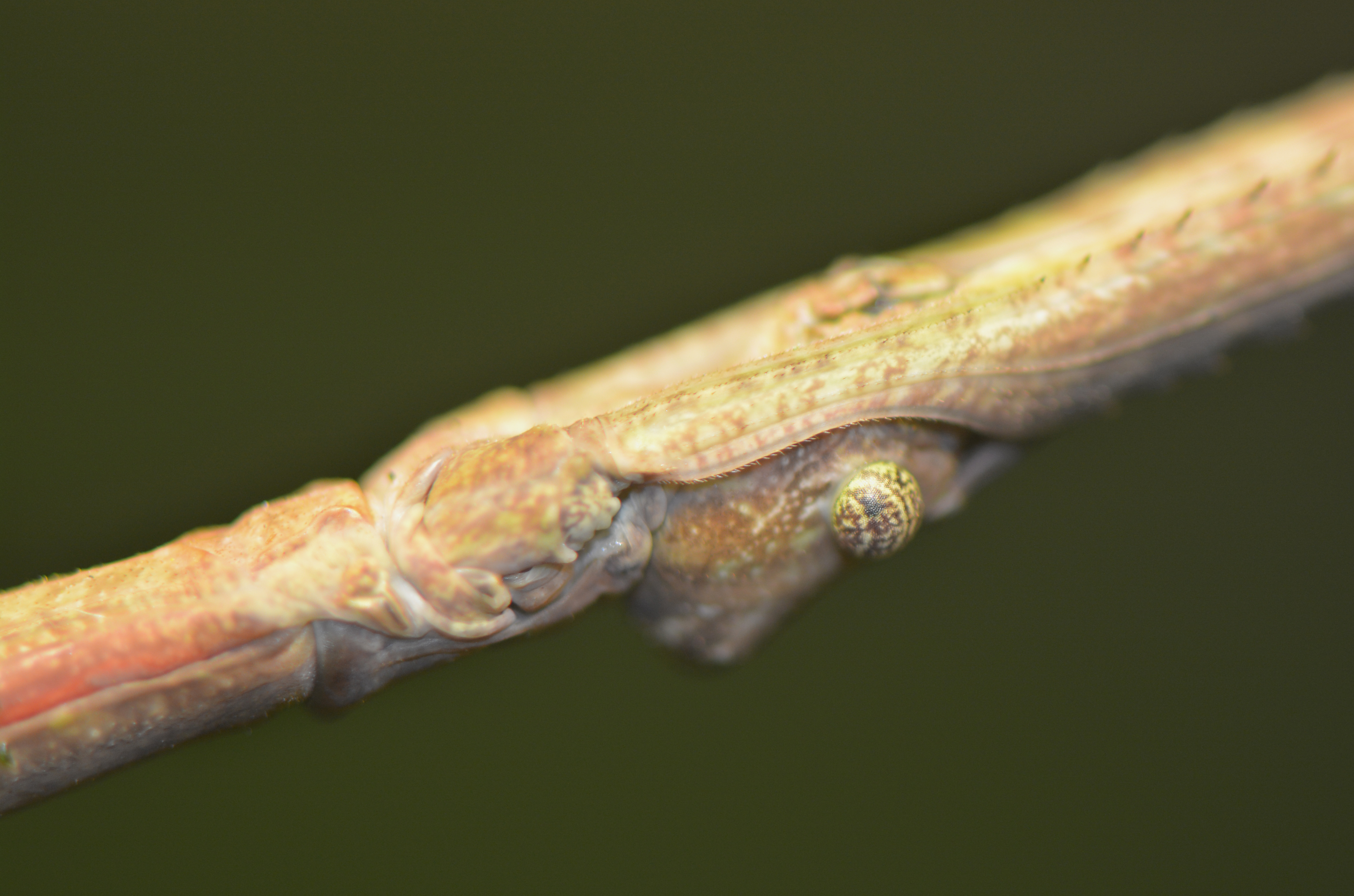
Œil de phasme (Musée d'histoire naturelle de Lille).

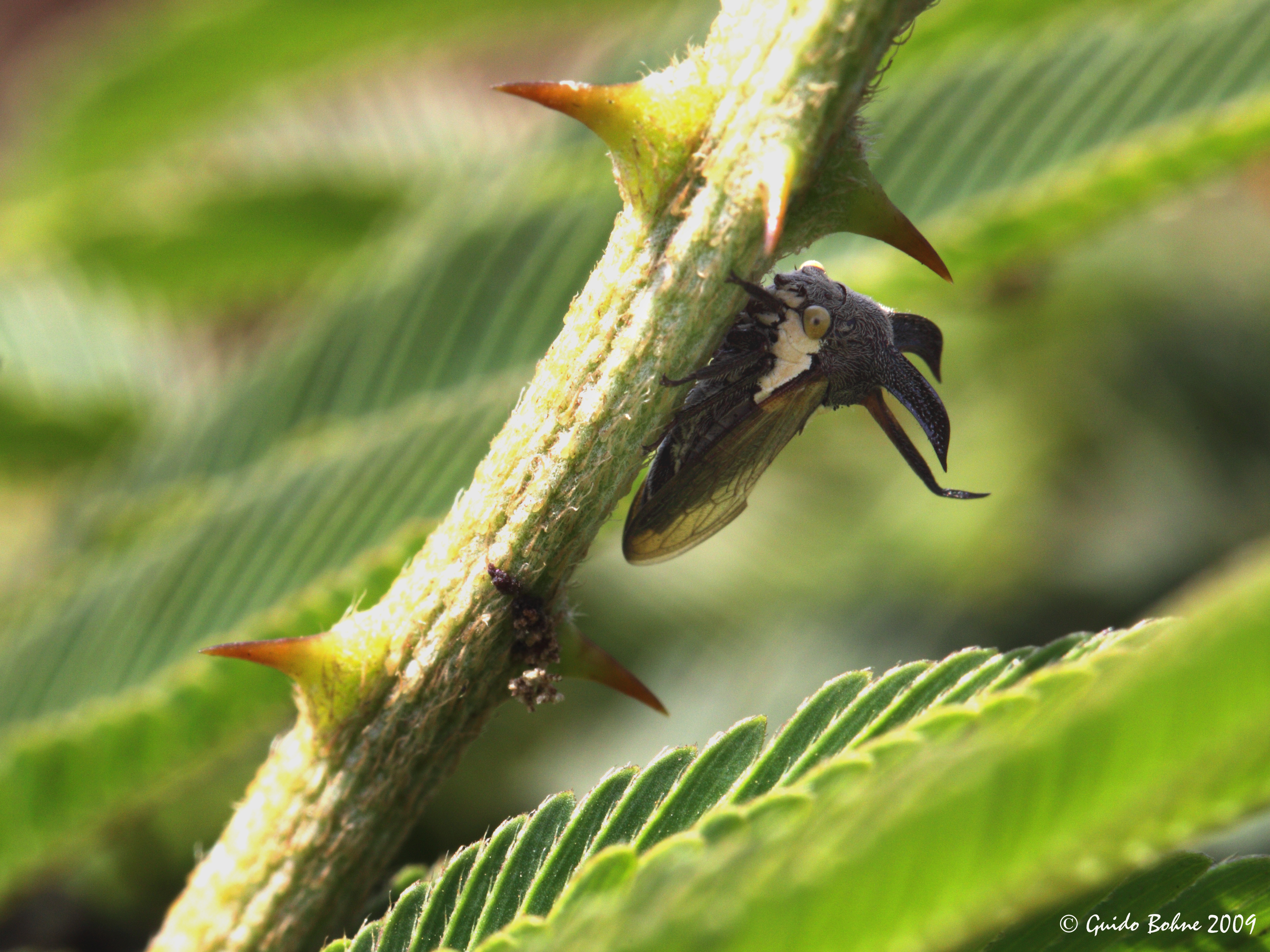
Leptocentrus vicarius (Membracidae).

Le camouflage est une démarche différente puisqu'il consiste à imiter des objets inanimés de l'environnement comme une pierre (cas des poissons-pierres), une feuille, une brindille (cas des phasmes, ou des stratégies mimétiques variées des chenilles, chrysalides et imagos des papillons)… Les espèces les plus grosses n'imitent pas un objet particulier mais un ton, ainsi les robes tachetées des léopards se fondent dans la brousse. La robe des zèbres est particulièrement adaptée au système visuel de son prédateur le plus dangereux, le lion. Deux types de camouflage peuvent coexister : l'homochromie est le mimétisme des couleurs et l'homomorphie est le mimétisme des formes. Ce mimétisme est présent chez les insectes au moins depuis le Permien.
Quelques espèces des forêts tropicales humides ont développé une capacité à changer leur couleur pour se fondre dans leur environnement. Cette stratégie peut être aussi bien agressive que défensive. C'est le cas par exemple des caméléons ou des geckos Uroplatus de Madagascar. Elles disposent de cellules de la peau appelées chromatophores qui sont capables de ce changement de coloration dite énigmatique.

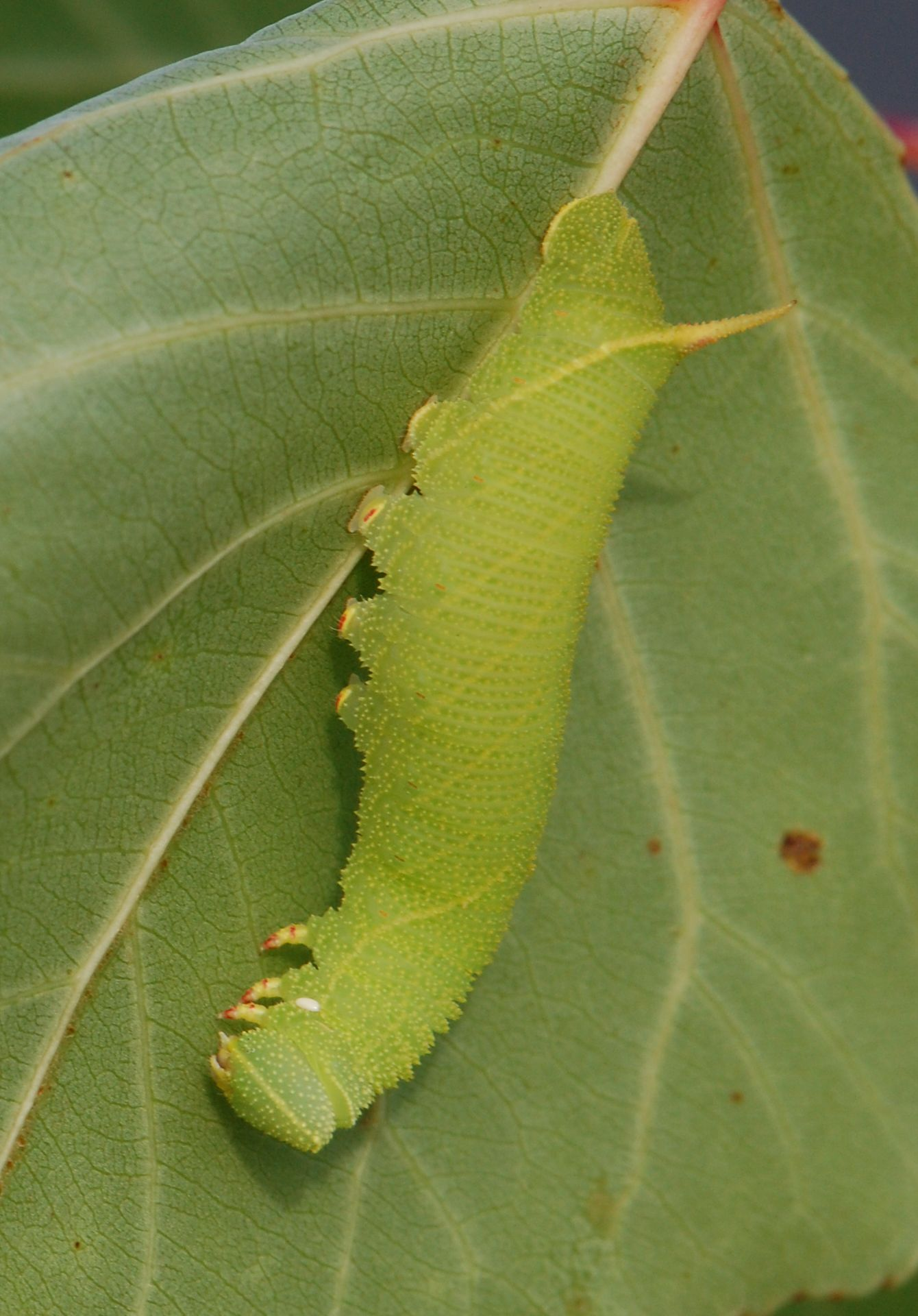
Les lignes jaunes de la chenille du Sphinx du peuplier imitent les nervures des feuilles.
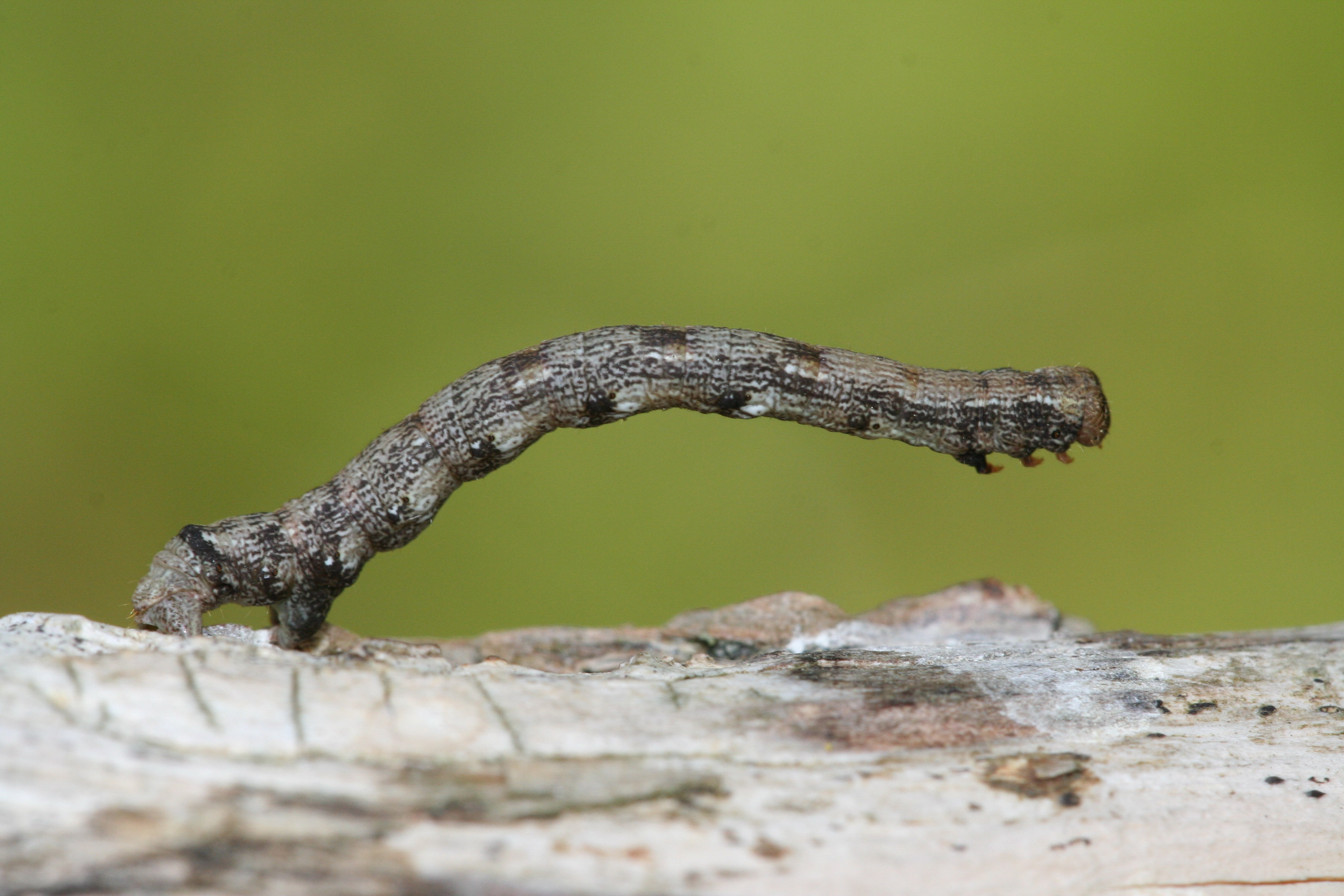
La position habituelle et l'immobilité de la chenille de l'Hibernie hâtive simulent le rameau qui lui sert de support.
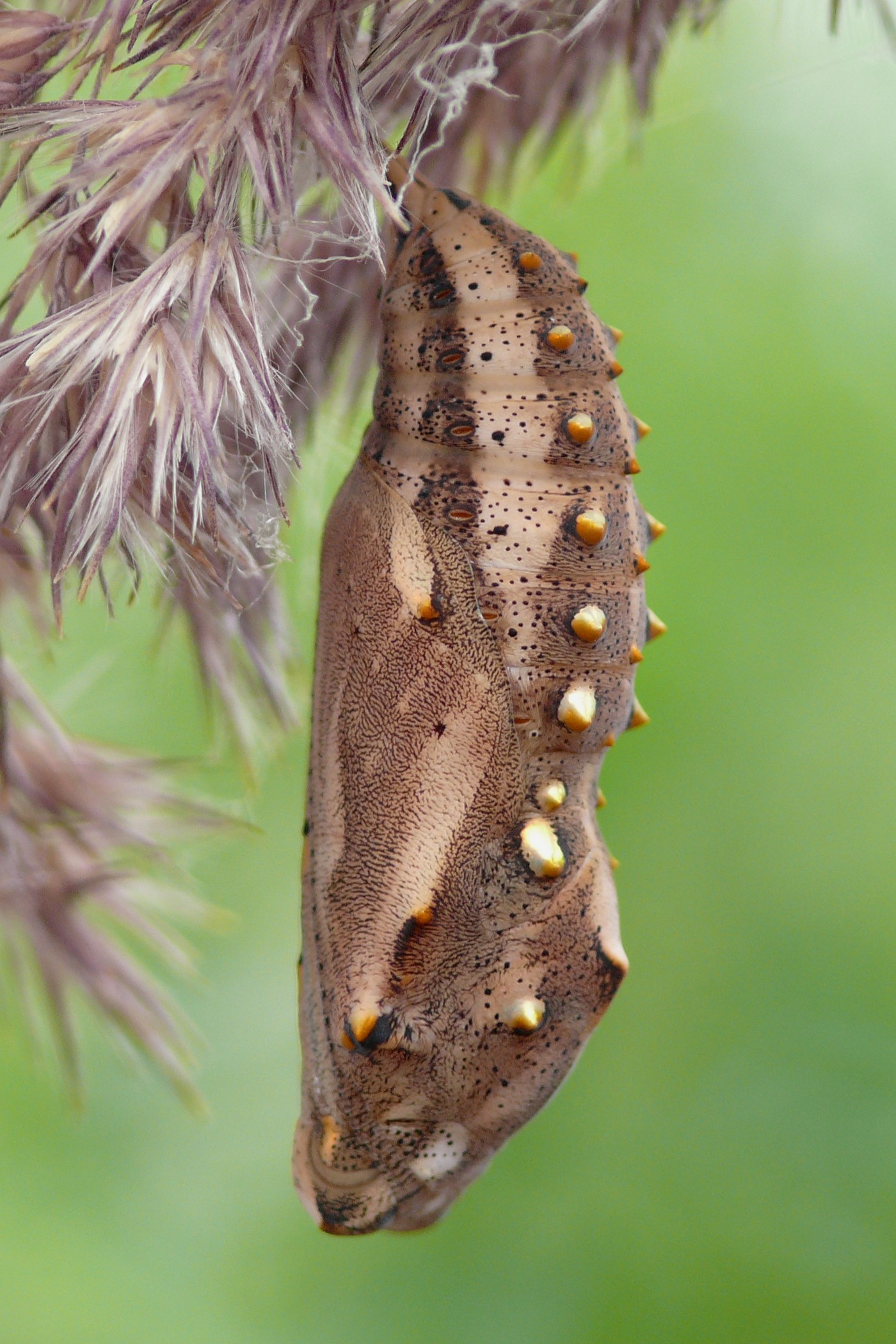
Les points blancs de la chrysalide de la Belle-Dame évoquent des gouttes de rosée sur une feuille morte.

### Mimétisme chez les plantes
En mai 2014, une publication dans Current Biology révèle qu'une même tige de Boquila trifoliolata peut prendre l'apparence des feuilles de différentes plantes sur laquelle elles s'accroche, afin d'échapper à l'attention des prédateurs. Les scientifiques cherchent à comprendre ce mécanisme encore jamais observé, qui permet à la plante de « reconnaître » et de copier l'apparence des plantes qu'elle rencontre lors de sa croissance.

## Stratégies mimétiques

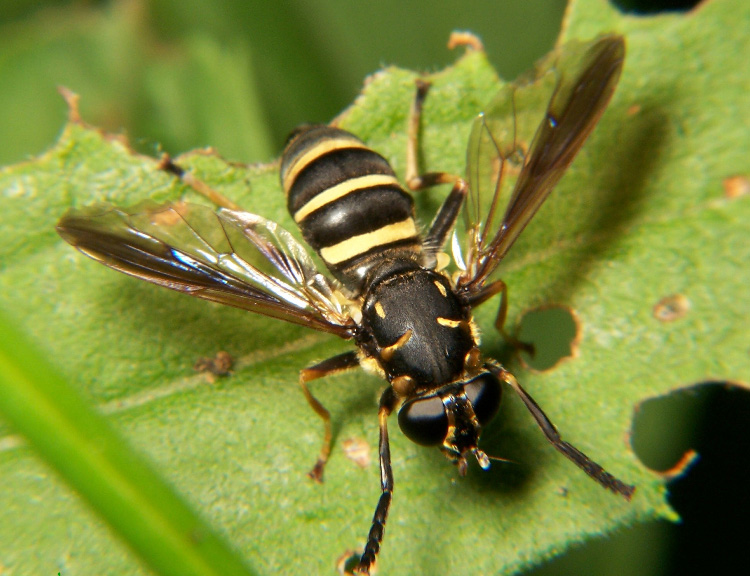
Les rayures de certains syrphes imitent celles de la guêpe.

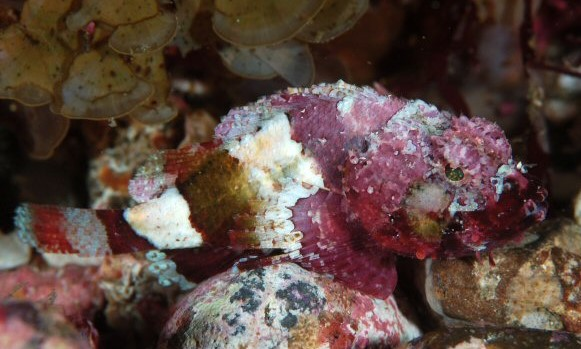
Camouflage d'un poisson-scorpion dans les récifs.

De nombreuses formes de vie exploitent une ressemblance morphologique avec un élément de leur milieu naturel pour s'y fondre. Par ses formes, couleurs, odeurs et saveurs, ou son, le mime ressemble le plus possible à une cible qui présente :
- un intérêt nutritif limité pour le prédateur : le phasme a l'apparence d'une brindille qu'un oiseau insectivore dédaignera, le poulpe se rend invisible en se confondant avec le fond marin, en imitant sa couleur et sa texture ;
- un risque pour le prédateur : certaines mouches ressemblent à s'y méprendre à des guêpes comme certains lamiers ont l'apparence d'orties, les oisillons d'Aulia cendré imitent couleurs et gestuelle d'une chenille vénéneuse[30],[31], certains serpents non venimeux imitent le signal sonore du crotale et les grands murins, le bruit d'un vol de frelon[32],[33], plusieurs espèces de papillons ont des motifs appelés ocelles sur leurs ailes qui ressemblent aux yeux d'un animal bien plus grand qu'eux ;
- un intérêt gustatif ou nutritif important pour le fécondateur : certaines plantes profitent de l'intérêt des insectes pour une autre espèce pour leur propre reproduction ;
- un intérêt nutritif pour leur proie : des plantes carnivores exhalent un parfum de chair en putréfaction pour attirer des mouches dont elles se nourrissent ;
- un danger limité pour leurs proies : certains poissons se camouflent aux couleurs des algues dans lesquelles ils évoluent pour surprendre leur repas ;
- un signal admis par un congénère, rendant possibles certains comportements : les fourmis imitent leurs odeurs respectives par échange permanent, ce qui construit l'odeur caractéristique de leur colonie, qui leur permettra d'y entrer[réf. souhaitée].

## Génétique du mimétisme
Le mimétisme müllerien du papillon amazonien Heliconius numata (trois types chromosomiques imitant sept espèces de Melinaea) a été étudié par Mathieu Joron et ses collègues du CNRS et du MNHN (France). Ces chercheurs ont découvert chez H. numata (sur le chromosome 15) un supergène, groupement d'une trentaine de gènes immobilisé par des inversions de séquences génétiques, qui de ce fait échappe aux recombinaisons chromosomiques. C'est pourquoi trois formes mimétiques coexistent avec sur le même segment un contenu ADN nettement distinct du fait de l'absence de recombinaison,,.